# Andrzej Czapliński
Andrzej Czapliński (ur. 18 sierpnia 1941 w Starachowicach) – polski lekkoatleta chodziarz, mistrz Polski.

## Kariera
Na mistrzostwach Europy w 1966 w Budapeszcie zajął 16. miejsce w chodzie na 20 kilometrów.
Był mistrzem Polski w chodzie na 20 km w 1964, 1965, 1967 i 1970 oraz brązowym medalistą w 1966. 
W 1968 jeden raz startował w meczu reprezentacji Polski w chodzie na 20 km w meczu z Włochami, zajął 3. miejsce.
Rekordy życiowe:
- chód na 20 km – 1:31:23 (13 sierpnia 1965, Szczecin)[2][3]

Był zawodnikiem Konradii Gdańsk, Wybrzeża Gdańsk i Gwardii Olsztyn.